# Maubin
Maubin (birman မအူပင်မြို့, məʔùbɪ̀ɴ mjo̯) ou Ma-ubin est une ville du sud-ouest de la Birmanie (République de l'Union du Myanmar) située dans la Région d'Ayeyarwady. Elle est le siège de la municipalité et du district du même nom. En 1993, elle avait 42 000 habitants, principalement birmans et karens.
Au moment du cyclone Nargis, qui a dévasté le delta de l'Irrawaddy en mai 2008, l'armée birmane a proposé des convois pour Maubin aux réfugiés des zones les plus touchées.

## Géographie et économie
Maubin est un port fluvial situé sur la rive droite (ouest) d'un des bras de l'Irrawaddy. La ville est protégée par des digues. La riziculture et la pêche sont les deux activités économiques principales, mais la ville se développe grâce à l'amélioration des transports et des communications.
Maubin est accessible depuis Rangoon, 65 km à l'est, par la route et par le canal de Twante, ouvert en 1932, qui a considérablement amélioré la desserte de l'ancienne capitale.

## Centres d'intérêt

### Pagodes
La religion principale en ville est le bouddhisme theravada et la municipalité de maubin possède de nombreux stûpas :
- La pagode Sane Mya Kanthar Ceti, située Sane Mya Kanthar Street, juste au nord de la ville.

- La pagode Paw Taw Mu Ceti (jadis Myot Oo Paw Taw Mu Ceti) est un ancien stûpa situé au sud de la ville, sur la rivière Toe. Détruite en 2002 par l'érosion fluviale, elle a été reconstruite et inaugurée le 22 mai 2005 sous supervision gouvernementale[5].

- Shwe Phone Myint Ceti, dont la construction a commencé en 1890, se trouve dans Pagoda  Street, dans le deuxième arrondissement de Maubin.

La pagode Shwephonemyint et la pagode Akyawsulyanmyattonetan sont deux autres stûpas notables.
La tombe et la statue du général Maha Bandula (1780-1825) se trouvent dans le district de maubin, dans la municipalité de Danubyu. Le fort de Danubyu, site important de première guerre anglo-birmane, a été emporté par une inondation.

### Ponts
Le district de Maubin possède quatre ponts, le pont de Mauvbin et ceux de Khattiya, Pantanaw et Bo Myat Htun. Le pont de Maubin est un pont en béton armé d'une capacité de 60 tonnes. Sa première pierre a été posée le 4 avril 1994 et il a été inauguré le 10 février 1998.

## Éducation

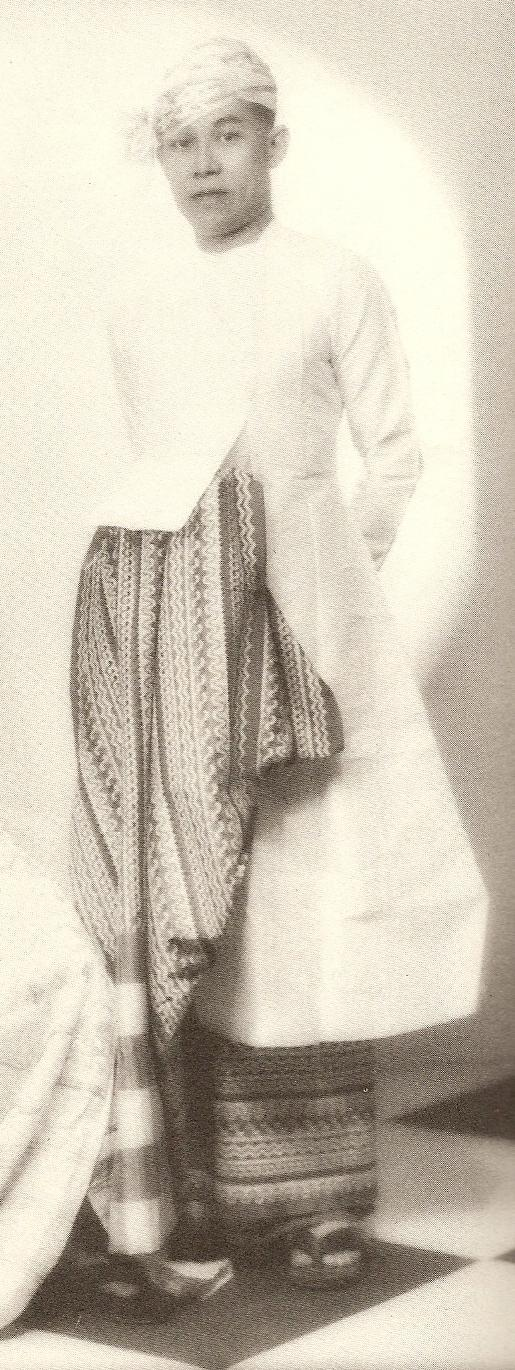
Ba Maw (1893 - 1977)

La ville abrite plusieurs universités, l'Université d'informatique de Maubin, l'Université de technologie de Maubin et l'Université de Maubin.
L'Université de Maubin a ouvert en 2003, sous la supervision du département de l'enseignement supérieur de Basse-Birmanie, et en présence de plusieurs hauts responsables du Conseil d'État pour la Paix et le Développement, dont le général Khin Nyunt, le lieutenant-général Khin Maung Than et le major-général Htay Oo, ainsi que d'autres ministres et responsables.
Il existe également un établissement d'enseignement bouddhiste, le Dhamma Manorama — littéralement « Délicieux environnement du Dharma » —, situé à 1,5 km de l'université de Maubin et fondé le 28 mars 2004.
L'American Baptist Missionary Union était active au début du XXe siècle dans la région, où elle avait créé plusieurs églises Karens.

## Personnalités
- Ba Maw (1893–1977), chef de l'éphémère État de Birmanie (1943-1945), était né à Maubin.